# Capilla de San Govan
La capilla de San Govan es una capilla localizada en San Govan, en la autoridad unitaria de Pembrokeshire, al suroeste de Gales, Reino Unido.
El edificio está construido en la ladera de un acantilado de piedra caliza, con unas medidas 6,1 m × 3,7 m y paredes construidas de piedra caliza. La capilla consta de una sola cámara.
La mayor parte de la capilla fue construida en el siglo xiii, aunque algunas partes pueden remontarse hasta el siglo vi cuando el monje San Govan se mudó a una cueva situada en el emplazamiento de la capilla. Una leyenda indica que San Govan está enterrado debajo del altar de la capilla, situada en el extremo este del edificio.
La entrada al edificio se realiza a través de una puerta en el lado norte, los bancos bajos de piedra están construidos a lo largo de los muros norte y sur y una campana en espadaña se encuentra en su extremo oeste. Se cree que el tejado de pizarra es una adición moderna en comparación con el resto del edificio.
El edificio es accesible desde la cima del acantilado bajando por un conjunto de 52 escalones, aunque los puntos de información turísticos narran la leyenda que al contarlos, el número de escalones es diferente cuando se baja que cuando se sube.
El edificio estaba en la lista de monumentos clasificados del Reino Unido con Grado I, el 2 de agosto de 1996. Actualmente, el edificio se encuentra dentro de la MOD's Castlemartin East Firing Range, lo que limita el acceso al edificio ya que puede encontrarse cerrado al público.